# Hitovi 3
Хитови 3 е компилационен албум на Цеца издаден през 2003 година от Hi-Fi Centar.

## Песни
1. Београд
2. Иди док си млад
3. Фатална љубав
4. Знам
5. Маскарада
6. Вретено
7. Ја још спавам
8. Мегамикс: Није монотонија, Знам, Ја још спавам, Фатална љубав, Београд
9. Шта је то у твојим венама
10. Црни снег
11. Ко награни jaбука
12. Доктор
13. Куда иду остављене девојке
14. Кукавица
15. Кад би био рањен